# South Dayi District
Koordinaten: 6° 41′ N, 0° 20′ O
Der South Dayi District ist einer der 18 Distrikte der Volta Region im Osten Ghanas mit einer Gesamtfläche von 242 Quadratkilometern. Der Distrikt hatte im Jahr 2021 57.526 Einwohner.

## Geographie
South Dayi liegt am östlichen Ufer des Voltasees. Im Norden grenzt der Afadzato South District, im Osten der Ho West District, im Westen der Asuogyaman District der Eastern Region an South Dayi. Außerdem gibt es auf dem Voltasee Distriktgrenzen zum North Dayi District und dem Kwahu Afram Plains North Distrikt der Eastern Region. Die Nationalstraße 2 führt von Süden nach Nord durch den gesamten Distrikt.